# Eiju Keisai
Keisai Eiju (japonais : 景斎英寿), est un auteur d'Ukiyo-e japonais dont on sait qu'il a vécu au XIXe siècle.
C'était un élève de Keisai Eisen. Il a réalisé des xylogravures en couleur de bijinga (peinture de belles femmes) pendant l'Ère Tenpō (1830 — 1844) et l'Ère Ansei (1854 — 1860).
Il a également illustré en 1853 un manuel personnel de technique médicinale appelé Banshō myōhōshū (万象妙法集)